# Pfarrhaus (Eutenhausen)

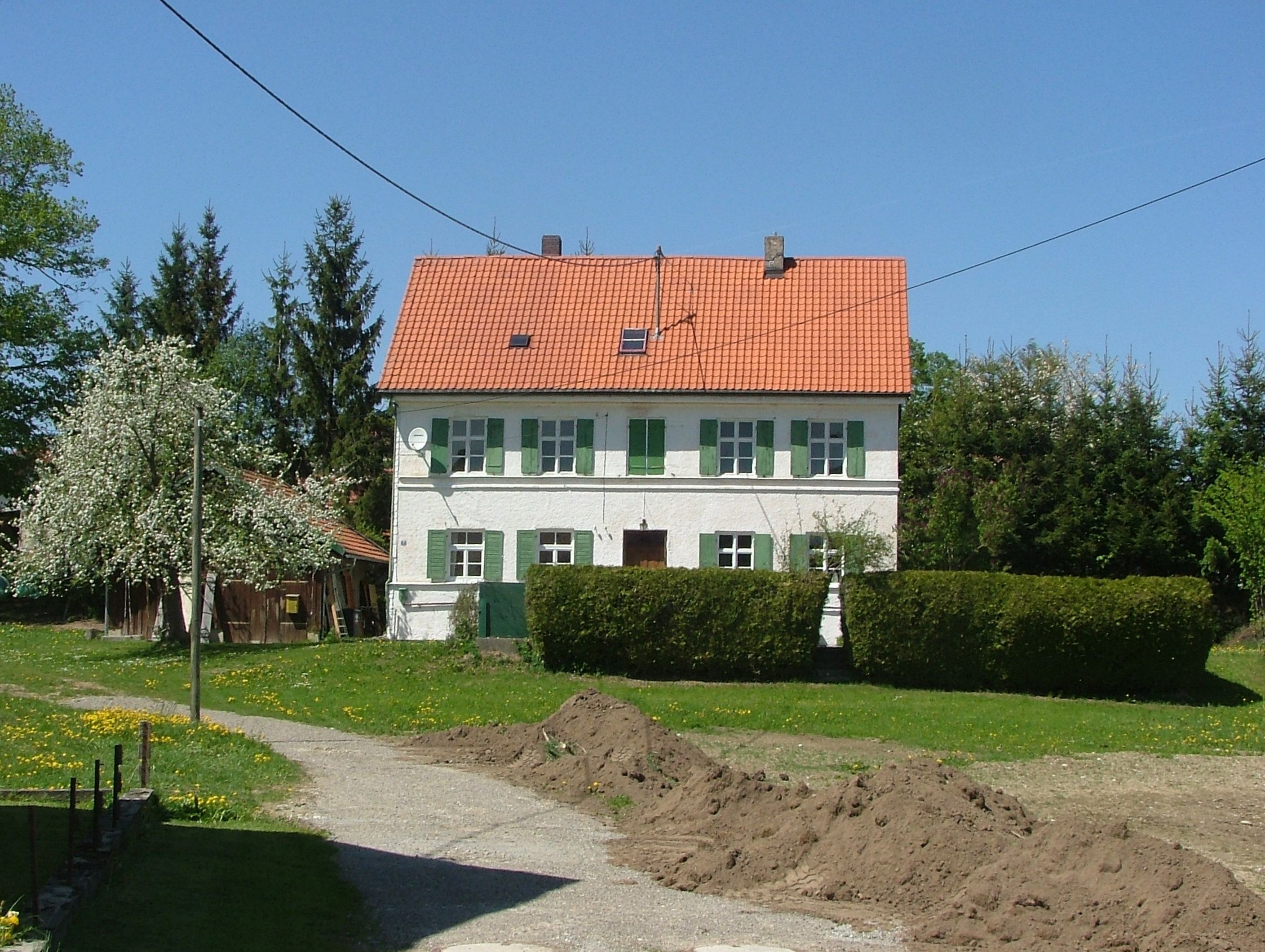
Pfarrhaus in Eutenhausen

Das Pfarrhaus in Eutenhausen, einem Ortsteil der Gemeinde Markt Rettenbach im Landkreis Unterallgäu im bayerischen Regierungsbezirk Schwaben, ist ein denkmalgeschütztes, klassizistisches Gebäude aus der ersten Hälfte des 19. Jahrhunderts. Der zweigeschossige Bau besteht aus fünf zu zwei Achsen und hat ein Satteldach. Um das Gebäude verläuft ein Gurtgesims. Die Westseite ist verschiefert, die Ostseite besitzt ein Halbkreisfenster. Innen führt eine zweiläufige Treppe in das Obergeschoss. Die Säulen der Treppe bestehen aus gedrechselten Stäben. Die gefasste Holzfigur des Auferstehungsheilandes und das Kruzifix stammen aus dem 18. Jahrhundert. Das ehemalige, rundbogig geschlossene Hochaltarbild der Kirche St. Otmar aus der zweiten Hälfte des 19. Jahrhunderts stellt den heiligen Otmar dar.